# Tail (Unix)
A tail egy számítógép-program a Unix és a Unix-szerű rendszerekben, mely kiírja egy állomány utolsó néhány sorát a képernyőre.

## Szintaxis
A parancs alakja:
```
tail [options] 
fájlnév
```

Alapértelmezetten a  tail parancs kiírja a standard kimenetre a bemenet utolsó 10 sorát. A kimenetet meg lehet adni sorokban vagy bájtban. Az alábbi példában kiíratjuk az utolsó 20 sort a filename állományból:
```
tail -n 20 
filename
```

A következő példa kiírja az utolsó 15 bájtot minden foo-val kezdődő állományból:
```
tail -c 15 
foo*
```

Az alábbi példa kiírja a filename állomány összes sorát a másodiktól kezdődően:
```
tail -n +2 
filename
```

## Állomány figyelése
A tail parancs egy speciális opciója a -f (follow), mely lehetővé teszi egy állomány figyelését. Az alábbi példa kiírja az utolsó 10 sort és a később bekerülő sorokat a messages állományból:
```
tail -f /var/adm/messages
```

A megfigyelés megszakításához használjuk a Ctrl+C billentyűkombinációt.
A -F kapcsoló teljesen hasonló, de a tail indításakor a fájl még nem kell létezzék.